# Dripping

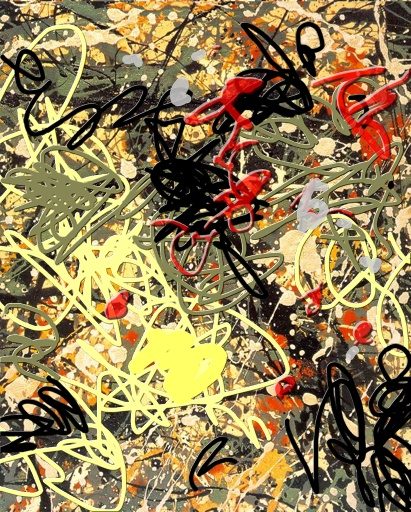
Abstract expressionisme (niet van Pollock)

Dripping (Engels voor 'druppelen') is een schildertechniek uit het repertoire van de actionpainting waarbij de schilder druppels en slierten verf op het schildersdoek laat vallen. Hij kan daarvoor een dikke, langharige kwast diep in de verf dopen maar hij kan ook een gat prikken onder in een verfpot zodat deze langzaam leegloopt. Door de verfpot aan een touw boven het liggende doek heen en weer te zwaaien ontstaan allerhande grillige lijnen, curven en spetters. Als verf wordt geen conventionele olieverf uit tubes gebruikt maar industriële lakken uit potten.
Deze manier van het produceren van curven en vlekken toont verwantschap met het procedé van het automatisch schrijven. Een bekende kunstenaar die dripping beoefende en wiens 'handelsmerk' het uiteindelijk werd is Jackson Pollock. De Duitse kunstenaar Max Ernst zou hem hebben aangeraden om deze techniek te gaan gebruiken.
Deze schildertechniek wordt gezien als een pure vorm van abstract expressionisme.